# Saint-Vincent-Sterlanges
Saint-Vincent-Sterlanges – miejscowość i gmina we Francji, w regionie Kraj Loary, w departamencie Wandea.
Według danych na rok 1990 gminę zamieszkiwało 550 osób, a gęstość zaludnienia wynosiła 123 osób/km² (wśród 1504 gmin Kraju Loary Saint-Vincent-Sterlanges plasuje się na 819. miejscu pod względem liczby ludności, natomiast pod względem powierzchni na miejscu 1190.).